# 벨 (2004년생 가수)
벨(본명: 심혜원, 2004년 3월 20일 ~ )은 대한민국, 미국의 가수이다. 걸그룹 키스 오브 라이프의 멤버이다. 가수 심신의 딸이다.

## 생애
2010년 SBS 스타주니어쇼 붕어빵에 아버지 심신과 함께 출연하였다.
AURA 엔터테인먼트에서 솔로 가수로 데뷔할 예정이었으나 무산되고, 지금의 S2엔터테인먼트로 이적하였다.
2023년 7월 5일 키스 오브 라이프 멤버로 전격 데뷔하였다.
2023년 9월 3일 서울 고척스카이돔에서 열린 KBO리그 KT vs 키움 경기에서 아이돌 그룹으로선 매우 드물게 애국가를 선창하였다.
2024년 7월 9일 키스 오브 라이프가 디지털 싱글 앨범 타이틀곡 〈Sticky〉 로 SBS M 더 쇼에서 1위를 차지하여 《더 쇼 초이스》 를 수상하였다.
키스 오브 라이프의 음악방송 첫 1위이고, 케이블 음악방송 첫 1위이며, SBS M 더 쇼 첫 1위이다. 데뷔 이후 약 1년만에 거둔 음악방송 1위이다.
아버지 심신이 데뷔 1집 수록곡 〈오직 하나뿐인 그대〉로 1991년도 8월 7일부터 10월 4일까지 두 달 동안 KBS 가요톱텐 5주 1위, MBC 여러분의 인기가요 8주 연속 1위를 수상하며 총 13관왕을 달성한지 33년만에 딸 벨이 음악방송 1위를 수상하였다. 부녀가 음악방송에서 1위를 수상한 보기드문 진기록을 세웠다.

## 학력
- 철산초등학교 졸업
- 철산중학교 졸업
- 소하고등학교 졸업

## 예능
| 연도   | 방송사 | 제목                 | 역할   | 비고                    |
| ------ | ------ | -------------------- | ------ | ----------------------- |
| 2012년 | SBS    | 스타 주니어쇼 붕어빵 | 게스트 | 아버지 심신과 함께 출연 |

## OST
| 발매일          | 가수명                | 곡명          | 앨범                                       | 비고   |
| --------------- | --------------------- | ------------- | ------------------------------------------ | ------ |
| 2024년 6월 19일 | 벨 (키스 오브 라이프) | See the Light | 놀아주는 여자(My Sweet Mobster) OST Part.3 | 솔로곡 |

## 피처링 · 코러스
| 발매일          | 가수명   | 곡명       | 앨범       | 비고   |
| --------------- | -------- | ---------- | ---------- | ------ |
| 2022년 2월 4일  | NCT 마크 | Child      | NCT LAB    | 코러스 |
| 2023년 6월 12일 | 수지     | 전속력으로 | 전속력으로 | 코러스 |

## 작곡 · 작사
| 발매일           | 가수명                   | 곡명                            | 앨범                              | 비고        |
| ---------------- | ------------------------ | ------------------------------- | --------------------------------- | ----------- |
| 2021년 5월 24일  | LULUPOP DAISY & 퍼플키스 | FIND YOU                        | 디지털 싱글 3집                   | 작곡        |
| 2021년 11월 17일 | Kid Milli & dress        | Kitty (feat. (여자)아이들 미연) | 싱글 9집                          | 작사        |
| 2022년 4월 27일  | (여자)아이들 미연        | softly                          | 미니 1집                          | 작곡        |
| 2022년 4월 27일  | (여자)아이들 미연        | charging                        | 미니 1집                          | 작곡        |
| 2022년 7월 29일  | SOULBYSEL                | TRUE VIBE (feat. CHOILB)        | SOULBYSEL Complication 02         | 작사        |
| 2022년 12월 12일 | 문수진                   | Tropical                        | 서울체크인 OST Part 12            | 작곡        |
| 2023년 5월 1일   | 르세라핌                 | UNFORGIVEN                      | 정규 1집                          | 작곡 · 작사 |
| 2023년 7월 5일   | 키스 오브 라이프         | 쉿 (Shhh)                       | 데뷔 미니 1집                     | 작곡 · 작사 |
| 2023년 7월 5일   | 키스 오브 라이프         | Countdown(벨 솔로곡)            | 데뷔 미니 1집                     | 작곡 · 작사 |
| 2023년 11월 8일  | 키스 오브 라이프         | My 808                          | 미니 2집                          | 작사        |
| 2023년 11월 8일  | 키스 오브 라이프         | Says It                         | 미니 2집                          | 작곡 · 작사 |
| 2024년 7월 1일   | 키스 오브 라이프         | Te Quiero                       | 디지털 싱글 1집                   | 작곡 · 작사 |
| 2024년 9월 23일  | 키스 오브 라이프         | 스테이지 파이터 Original Vol. 1 | Maestro of My Heart (Prod. Czaer) | 작사        |
| 2024년 11월 1일  | 심신                     | 이 밤                           | 디지털 싱글                       | 작사        |
| 2024년 11월 7일  | VIVIZ                    | Hypnotize                       | 미니 5집                          | 작곡        |

## 수상
| 년도            | 시상식                                                | 수상부문    | 비고                    |
| --------------- | ----------------------------------------------------- | ----------- | ----------------------- |
| 2023년 7월 14일 | 2023 대한민국 베스트브랜드어워즈 자랑스런 한국인 대상 | 작곡가 부문 | 아버지 심신이 대리 수상 |